# Wat Phra That Doi Chom Thong
Wat Phra That Doi Chom Thong (tiếng Thái: วัดพระธาตุดอยจอมทอง, phiên âm: Vát Bơ-la Thát Đoi Chom Thong) là một tu viện Phật giáo ở thành phố Chiang Rai, Thái Lan. Nó được xem là kiểu mẫu của kiểu kiến trúc xây dựng tháp mạ vàng ở vùng Chiang Rai. Phra That Doi Chom Thong này trở thành một nơi linh thiêng và được nhân dân tôn sùng. Tương truyền nó được xây dựng vào năm 1920 khi vua Mengrai đến đây.